# Phytomyza natalensis
Phytomyza natalensis är en tvåvingeart som beskrevs av Spencer 1964. Phytomyza natalensis ingår i släktet Phytomyza och familjen minerarflugor. Inga underarter finns listade i Catalogue of Life.